# Hucisko (gmina Słupia Konecka)
Hucisko – wieś w Polsce położona w województwie świętokrzyskim, w powiecie koneckim, w gminie Słupia Konecka.
Wierni Kościoła rzymskokatolickiego należą do parafii Wniebowzięcia Najświętszej Maryi Panny i św. Tekli w Mninie.